# Edifici al carrer de Vic, 20 (Caldes de Montbui)
L'Edifici al carrer de Vic, 20 és una obra de Caldes de Montbui (Vallès Oriental) protegida com a bé cultural d'interès local.

## Descripció
És un edifici unifamiliar entre mitgeres, de planta baixa i dos pisos amb la coberta plana i transitable. L'estructura és de murs de càrrega, amb forjats unidireccionals de biguetes de fusta. A la façana, la porta d'entrada és un arc de mig punt amb els brancals de pedra i la volta de maó; la resta d'obertures són allndades. L'edifici està rematat per un ràfec recte amb colls de fusta de teules i a sobre hi ha la barana de la terrassa superior. La façana està arrebossada i pintada i a la planta baixa hi ha un aplacat de petites peces de ceràmica. A l'interior de l'edifici, a la planta baixa, hi ha una arcada de pedra.